# کمیته المپیک و پارالمپیک ایالات متحده آمریکا

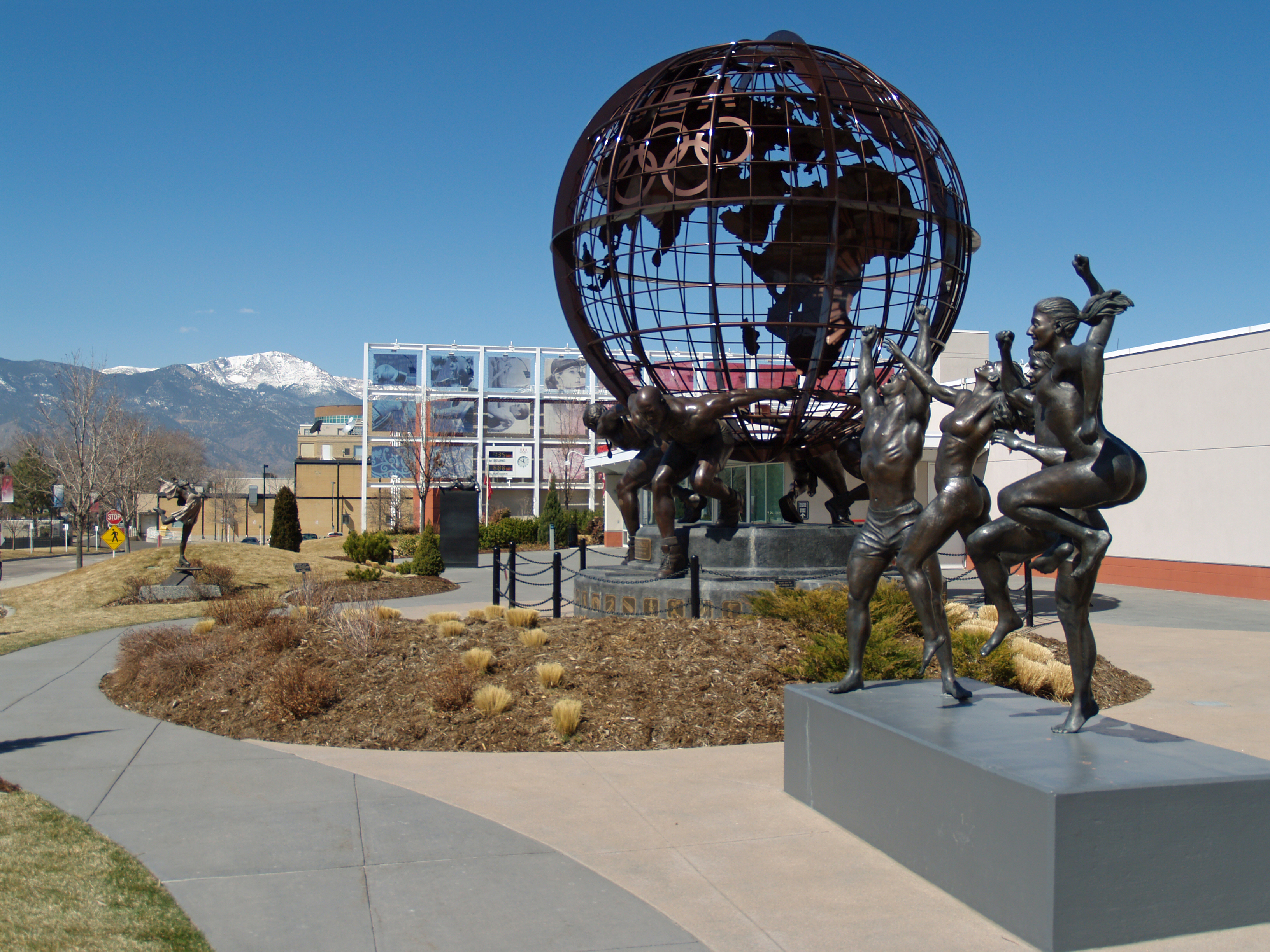

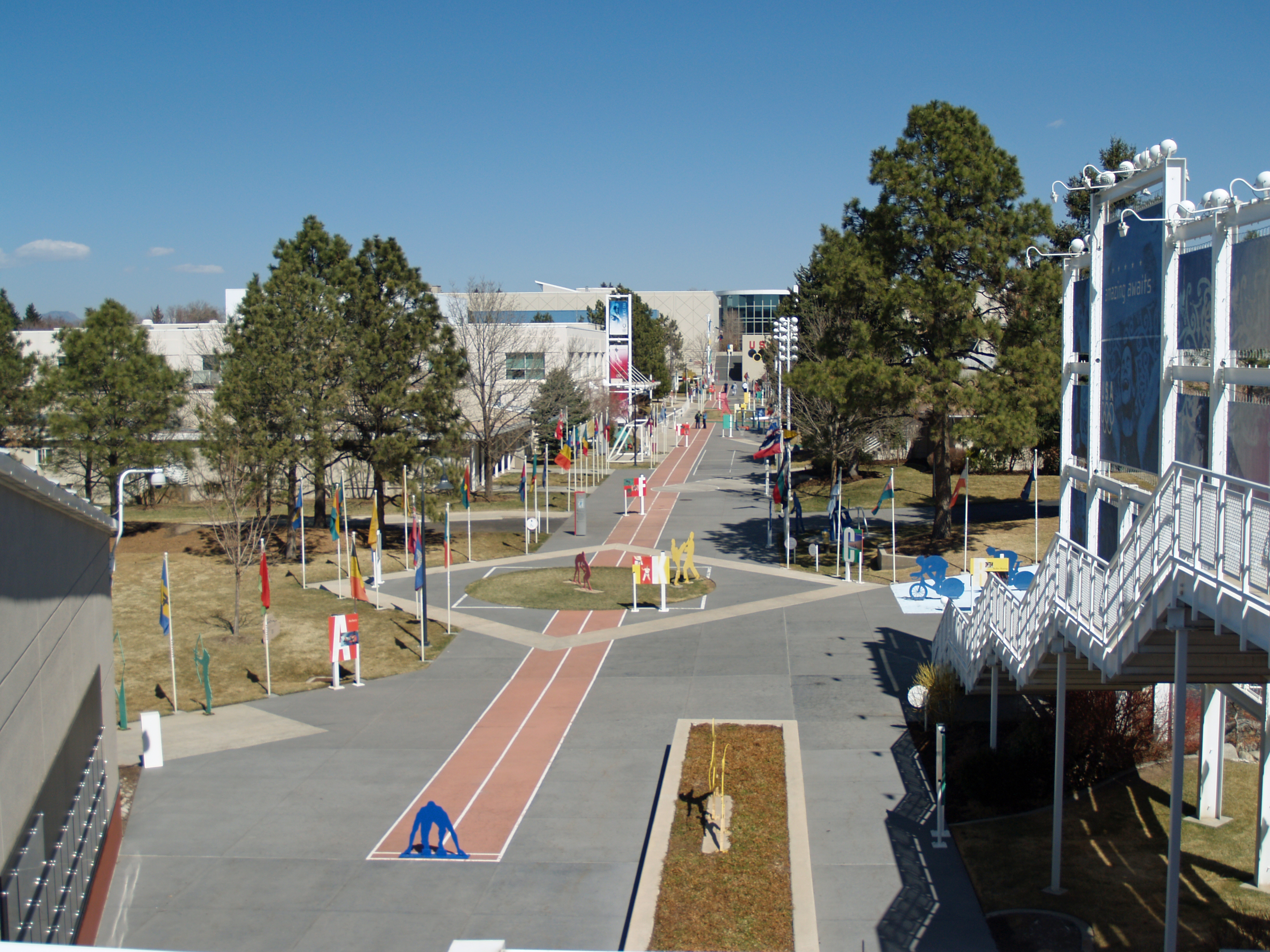

کمیته المپیک ایالات متحده (به انگلیسی: United States Olympic Committee) تأسیس ۱۸۹۴ میلادی، نام یک ارگان رسمی اما نیمه دولتی در کشور آمریکا است. چون کشور آمریکا همانند بسیاری دیگر از کشورها برای ورزش وزارتخانه ندارد، این سازمان وظایف سازماندهی ورزشهای المپیکی آمریکا را بر عهده دارد.
بودجه این سازمان (به غیر از بخش پارا المپیک) تماماً توسط بخش خصوصی (sponsors) تأمین می‌شود. به‌طور مثال در بازیهای المپیک زمستانی سال ۲۰۱۴، این سازمان از همین راه ۲۷۰ میلیون دلار درآمد داشت.
مرکز این سازمان در شهر کلرادو اسپرینگز قرار دارد.